# Іоганн I (герцог Саксонії)
Іоганн I (*Johann I. von Sachsen, 1249 —30 липня 1285) — герцог Саксонії у 1260—1282 роках.

## Життєпис
Походив з династії Асканіїв. Син Альбрехта I, герцога Саксонії, та Олени Брауншвейг-Люнебург. Народився у 1249 році. Після смерті батька у 1260 році разом з братом Альбрехтом II успадкував герцогство Саксонію. Втім з огляду на малий вік регентшею стала їх мати Олена.
У 1268 році регентство було скасовано. Втім Іоганн I продовжував правити разом з братом. У 1269 і 1272 роках вони розділили герцогство, в результаті чого Іоганн I отримав землі, що входили за Генріха III Лева в герцогство Саксонія, зокрема замок Лауенбург. В подальшому землі отримали назву Саксонія-Лауенбург. 1269 році стає бургграфом Магдебургу. У 1270 році одружився з Інґебурґою зі шведської правлячої династії Фолькунгів.
У 1282 році Іоганн I офіційно передав свої володіння трьом малолітнім синам Іоганну, Альбрехту, Еріху, які ділили титул герцога Саксонії з стрийком — Альбрехтом II. 1283 року на зібрання померанських та мекленбурзьких князів та лицарів Іоганна обрано суддею і капітаном, в обов'язки якого входила підтримання миру між володарями.
Сам він незабаром після цього пішов у францисканський монастир у Віттенберзі, в якому був спостерігачем. Помер 1285 року.

## Родина
Дружина — Інгебурга, донька Біргера Магнуссона, ярла Швеції
Діти:
- Гелен (1272—1337), дружина: 1) Гюнтера IX, графа Шварцбург-Блакенбургу; 2) Адольфа VI, графа Гольштейн-Шауенбургу
- Елізабет (1274– бл. 1306), дружина Вальдемара IV, герцога Шлезвігу
- Іоганн (1275—1321), герцог Саксонії у 1282—1321 роках
- Альбрехт (1281—1359/1361), герцог Саксонії у 1282—1359/1361
- Еріх (1281—1308), герцог Саксонії у 1282—1308 роках
- Софія (д/н-1319), черниця